# Шутов, Владислав Владимирович
Владислав Владимирович Шутов (род. 19 июня 2001, Нижнекамск, Татарстан) — российский хоккеист, нападающий.

## Биография
Воспитанник нижнекамского «Нефтехимика». В сезонах 2018/19 — 2021/22 играл за команду МХЛ «Реактор», в сезонах 2020/21 — 2021/22 провёл 47 матчей в КХЛ в составе «Нефтехимика». Также в сезоне-2021/22 сыграл 8 матчей в ВХЛ за «Ижсталь». 31 июля 2022 года был обменян в клуб ВХЛ «Югра» на денежную компенсацию.